# Haus Horst (Herne)
Das Haus Horst ist eine abgegangene spätmittelalterliche Motte der Herren von Eickel im Zentrum des Stadtteils Wanne der westfälischen Stadt Herne am Ostrand des Stadtgartens.

## Geschichte
Die erste ausdrückliche Erwähnung des Hauses Horst erfolgte im Jahr 1375, als es bei einer Erbteilung in der Familie von Eickel an Johann von Eickel gelangte, der andere Sohn Dietrich erhielt Haus Gosewinkel. 1392 heißt es im Lehnsbuch der Grafen von der Mark, dass das Haus Horst auf einem Berg steht. Es hat sich somit um eine Motte gehandelt. In der Folge scheint die Lehnsherrschaft zu den Grafen von Limburg-Stirum gewechselt zu sein, denn 1479 wird Derick von Eickel durch sie mit dem „obersten Haus zur Horst“ belehnt. Um 1600 wird das Haus an Hermann von Oer verkauft. Die nachfolgende Besitzgeschichte ist unklar. Möglicherweise war der Besitz in der Folgezeit in den Händen der Familien von Asbeck und von Elverfeldt. 1845 wurde mit dem sogenannten Jägerhaus das letzte existierende Gebäude des Herrensitzes abgebrochen. Von der Burg sind keine Reste vorhanden, ihre Gestalt ist unbekannt.